# 을사사화
을사사화(乙巳士禍)는 1545년(명종 즉위년) 조선 왕실의 외척인 대윤(大尹) 윤임과 소윤(小尹) 윤원형의 반목으로 일어난 사림(士林)의 화옥(禍獄)으로 소윤이 대윤을 몰아낸 사건이다.

## 배경
중종은 제1계비 장경왕후(章敬王后) 윤씨에게서 인종을 낳고, 제2계비인 문정왕후(文定王后) 윤씨에게서 명종을 낳았다. 이들 두 계비는 같은 파평 윤씨인데, 장경왕후의 오빠 윤임(尹任)과 문정왕후의 아우 윤원형(尹元衡)이 대립하기 시작했다. 윤임과 윤원형은 같은 종씨(宗氏)이면서 서로 국구(國舅)가 되어 세력을 잡으려고 일찍부터 반목하여 세간(世間)으로부터 윤임은 대윤(大尹), 윤원형은 소윤(小尹)이라 불렸다.
중종이 승하하고 인종이 즉위하게 되자 윤임이 득세하여 사림(士林)의 명사를 많이 등용하여 이언적(李彦迪)·유관(柳灌)·성세창(成世昌) 등을 정부의 대관(臺官)으로 임명하는 등 일시 사림은 그 기세를 회복하였다. 당시 뜻을 얻지 못한 이들은 윤원형의 밑에 모여서 사림과 반목하고 윤임 일파에 대한 반격의 기회를 엿보고 있었다.

## 경과
그런데 인종이 겨우 재위 8개월 만에 승하하고 12세의 명종이 즉위하여 왕대비인 문정왕후가 수렴청정하게 되니 형세는 역전하였다. 이번에는 소윤 윤원형이 득세하여 전일(前日)의 윤임 일파를 제거하게 되었다. 즉 예조참의로 있던 윤원형은 자신을 지지하는 세력을 만회하기 위하여 평소 대윤파와 사감(私感)이 있던 지중추부사 정순붕(鄭順朋), 병조판서 이기, 호조판서 임백령(林百齡), 공조판서 허자(許磁) 등 심복들과 더불어 계책을 꾸몄다. 또 한편으로 그의 첩 정난정으로 하여금 문정왕후와 명종을 선동케 하여 형조판서 윤임 및 그 일파인 이조판서 유인숙(柳仁淑), 좌의정 유관(柳灌) 등을 반역 음모죄로 몰아 귀양 보냈다가 죽이고, 이어서 계림군(桂林君)도 이 음모에 관련하였다는 무고로 죽이고, 전직 주서(注書) 이덕응(李德應)을 협박, 그 무고로서 수찬(修撰) 이휘(李輝), 부제학 나숙(羅淑), 참봉 나식(羅湜), 정희등(鄭希登)과 박광우(朴光佑), 사간(司諫) 곽순(郭詢), 정랑(正郞) 이중열(李中悅)·이문건(李文楗) 등 10여 명을 죽였으며, 그 뒤 이덕응도 화를 입었다. 또 명종의 이복형인 봉성군(鳳城君)에게 왕위를 옮기도록 획책하고 있다고 무고하였다. 한편 궁궐 밖으로는 인종이 승하할 당시 윤임이 경원대군의 추대를 원치 않아서 계림군(桂林君)을 옹립하려 하였다는 등의 소문을 퍼뜨렸다. 결국 봉성군과 계림군은 유배지에서 사사되었다. 
한편 사화의 여파는 그 후 6년에 걸쳐 계속되었고, 윤임 등을 찬양하였다는 등의 갖가지 죄명으로 유배되거나 죽은 자의 수가 거의 100명에 달하였다.

## 영향
연산군 이래의 큰 옥사는 이 사화가 마지막이 되었으나, 을사사화로 인해 모후 및 외척이 정권을 전횡하는 길을 열어 놓았으며, 사화에서 일어난 당파의 분파는 후기 당쟁의 한 소인(素因)이 되었다. 또 훈구가 전 정권을 장악하고 사림의 정치적 기반은 더욱 축소되었다.

## 참고 문헌
- 이 문서에는 다음커뮤니케이션(현 카카오)에서 GFDL 또는 CC-SA 라이선스로 배포한 글로벌 세계대백과사전의 〈〈양반관료의 대립과 분열〉〉 항목을 기초로 작성된 글이 포함되어 있습니다.